# Червоный Подол (Кировоградская область)
Червоный Подол (укр. Червоний Поділ) — село в Попельнастовской сельской общине Александрийского района Кировоградской области Украины.
Население по переписи 2001 года составляло 16 человек. Почтовый индекс — 28064. Телефонный код — 5235. Код КОАТУУ — 3520386809.